# Islas Overton
Las islas Overton (en inglés: Overton Islands) son una pequeña cadena de islas del lago Mead, en el estado de Nevada, en el Área Nacional de Recreación Lago Mead (Lake Mead National Recreation Area), parte de los Estados Unidos de América. Las islas están situadas en el brazo Overton del lago, a unas cuatro millas al sureste de la Bahía de Echo (Echo Bay). La isla más grande tiene menos de una milla de longitud. Tienen una elevación máxima de 394 metros.